# 象州县
象州县是中国广西壮族自治区来宾市所辖的一个县，位于桂中地区。縣人民政府駐象州鎮金象路。
象州县是桂中地区重要水稻基地。象州素有「桂中粮仓」和「优质米之乡」之美称，是国家优质穀物生产基地县，年产粮食2亿公斤，其中香粘、红香粳等优质穀物1.5亿公斤。象州是广西糖料蔗主要生产基地和第二批国家双高糖料生产基地县。全县有蔗面积30万亩，年产原料蔗140万吨，良种率达99%。

## 行政区划
象州县下辖8个镇、3个乡：
象州镇、石龙镇、运江镇、寺村镇、中平镇、罗秀镇、大乐镇、马坪镇、妙皇乡、百丈乡和水晶乡。

## 人口
根據第七次人口普查數據，截至2020年11月1日零時，象州縣常住人口為281846人。

## 交通

### 公路
- 梧柳高速、 柳北高速、 贺西高速、 209国道、 355国道。

## 旅游景点
- 象州温泉（热水温泉）中平罗汉岩、妙皇大梭生态峡谷、百丈雷山寺、郑小谷故居、马坪九子洞

- 薛仁贵衣冠墓